# Bhutanitis ludlowi
Bhutanitis ludlowi är en fjärilsart som beskrevs av Gabriel 1942. Bhutanitis ludlowi ingår i släktet Bhutanitis och familjen riddarfjärilar. Inga underarter finns listade i Catalogue of Life.
Denna fjäril är endast känd från Bhutan och från delstaten Arunachal Pradesh i Indien. Exemplar hittades i dalgångar mellan 1700 och 2500 meter över havet. Fyndplatserna fördelar sig över en 47 000 km² stor yta men alla revir hopräknade kan vara så lite som 48 km². Larverna livnär sig av växten Aristolochia griffithii. Den är städsegrön och slingrar sig uppför träd. I regionen finns barr- och lövträd. Parningsberedda hannar och honor registrerades under augusti. Honan lägger 14 till 17 ägg. När de kläcks lever larven ungefär fem månader och puppan existerar cirka sex månader.
Beståndet hotas av skogsbruk och av bränder. Mellan 2001 och 2017 minskade skogens storlek i Bhutan med ungefär 30 procent. Det är oklart hur mycket skogen påverkas som föredras av fjärilen. IUCN kategoriserar arten globalt som starkt hotad (EN).